# Torre de Folch de Forcall
La Torre  de Folch se encuentra ubicada en el  término municipal de Forcall, pegada al término de Villores, siendo su acceso es más fácil desde esta localidad, en la comarca de los Puertos de Morella, en la provincia de Castellón.
Se trata de una torre defensiva levantada en el complejo de una masía con la finalidad de proteger tanto las cosechas como los agricultores que se ocupaban de ellas, en una zona más apartada del núcleo poblacional de lo razonable, para poder estar protegida por él. Está catalogada como Bien de Interés Cultural tal y como queda reflejado en la Dirección General de Patrimonio Artístico, de la Generalidad Valenciana. Pese o quizás por su declaración como BIC  genérica, no presenta inscripción ministerial, teniendo como identificador el código: 12.01.061-013.

## Historia
El núcleo poblacional de Forcall puede remontase al Neolítico, pese a que la actual población de Forcall tenga su origen en unas alquerías árabes, que debieron ser  conquistadas en el año 1235 aproximadamente,  por las tropas de Gil Garcés de Azagra  y Benito de Torres, oficiales de Blasco de Alagón. El 2 de mayo de 1264  Forcall adquirió  la categoría de villa, bajo la jurisdicción de Morella, procediéndose a su  fortificación en el año 1361.
A lo largo de los años, Forcall se enfrentó numerosas veces a Morella, hasta  que finalmente su independencia en 1691.
Tuvo una gran importancia durante las guerras carlistas, convirtiéndose en una zona para prisioneros, Forcall sirvió de prisión a 3.000 prisioneros isabelinos capturados por el general Cabrera.
Por otro lado, la dispersión y el reparto de las tierras que ha sido típicas de la zona valenciana, ha dado lugar  a la construcción en los pueblos de las masías. Forcall no es una excepción y a lo largo de su término municipal se pueden contemplar un gran número de estos caseríos donde la gente habitaba estas edificaciones, cultivaba y trabajaba las tierras que las rodeaban, cuidaban el ganado y  pastoreaban los rebaños…
Pero con la llegada de la industrialización y la mejora de los medios de comunicación se produce un  continuo abandono de estas masías e incluso de pueblos enteros, desplazándose la población  a las ciudades en busca de mejores oportunidades.
Por otro lado las mejoras en los sistemas productivos así como en los tractores y medios de comunicación y trabajo en general hicieron que el agricultor pudiera ir a vivir a núcleos poblacionales que le permitieran contar con mejores condiciones de vida, tales como agua corriente o luz eléctrica.  
Los caseríos se transforman  en simples explotaciones ganaderas  o bien son abandonados, cultivándose las tierras cercanas.
En Forcall quedan muy pocos caseríos habitados, aunque tienen un papel fundamental en la vigilancia de las  tierras. Además, esta forma de vida, en Forcall, ha dejado construcciones de importancia artística considerable y que actualmente están catalogadas como Bien de Interés Cultural.
El profesor Eixarch consiguió identificar esta  Torre de  Folch en un documento de 1561, en el cual se la nombraba como "Masada o Torre de Marginet”, localizándola “en barranco del valle, afronta con término de Villores y mola vedada". En otro documento posterior, de 1691 se la denomina " Torre de la viuda de Joan Saura", mientras que  en otro documento, esta vez de 1742 se le llama "Masía que habita Pablo Folch llamada la Torre Marginet".
Sus propietarios, a lo largo de la historia han sido muchos y muy variados,  estando habitada prácticamente hasta finales del siglo XX, 1988, fecha en la que debió quedar definitivamente abandonada.

## Descripción artística
La torre presenta actualmente solo unos pocos restos de un conjunto que en otro tiempo podría haber sido un importante núcleo de población. De los restos se distingue un muro lateral de la fachada norte y parte de los corrales que se encontraban orientados al sur.
La torre defensiva, que era el elemento más importante y significativo del complejo edificado, fue destruida durante la guerra civil del 36, utilizándose los materiales de sus restos para la construcción de otros edificios cercanos que actualmente también están destruidos. La fábrica es de piedra seca.